# Oreste Puliti
Oreste Puliti, né le 18 février 1891 à Livourne en Toscane et mort le 5 février 1958 à Lucques, est un escrimeur italien, ayant pour armes le fleuret et le sabre.

## Biographie
Oreste Puliti est sacré quatre fois champion olympique d'escrime : dans les épreuves de fleuret par équipes et de sabre par équipes aux Jeux olympiques d'été de 1920 à Anvers, dans l'épreuve de sabre par équipes aux Jeux olympiques d'été de 1924 à Paris et dans l'épreuve de fleuret par équipes aux Jeux olympiques d'été de 1928. Durant ces derniers jeux, il remporte aussi une médaille d'argent en sabre par équipes. 